# Dobylu, Hosanagara
Dobylu là một làng thuộc tehsil Hosanagara, huyện Shimoga, bang Karnataka, Ấn Độ.